# Austrobatrachus
Austrobatrachus is een geslacht van straalvinnige vissen uit de familie van kikvorsvissen (Batrachoididae). Het geslacht is voor het eerst wetenschappelijk beschreven in 1949 door Smith.

## Soorten
- Austrobatrachus foedus (Smith, 1947)
- Austrobatrachus iselesele Greenfield, 2012